# 紐幾內亞唱犬
新幾內亞唱犬（英語：New Guinea singing dog）是一種分布於新幾內亞、印度尼西亞的原始基群家犬，因其獨特的叫聲聞名。新幾內亞唱犬過去被視為獨立物種，學名為Canis hallstromi，近年則被歸類於家犬，與澳洲野犬和新幾內亞高地野犬基因相近，被認為是世界上最古老、最稀有的狗之一。直到目前，野生新幾內亞唱犬的生態依然不明。
紐幾內亞唱犬身型修長，背部一般以紅、橘色為主，腹部則是白色。他們靈敏矯健，擅長爬樹，活動量大且保有野性，因此很少被飼養。
以中小型有袋動物、啮齿動物、鳥類和水果為食。羅伯特·比諾 表示，他們的獵物包括袋狸、小袋鼠，可能還有侏儒食火雞。圈養的新幾內亞唱犬不需要專門的飲食，但它們以家禽、牛肉、麋鹿、鹿或野牛為基礎的瘦肉飲食為主。